# غايتانو كريفيلي
غايتانو كريفيلي (بالإيطالية: Gaetano Crivelli)‏ هو مغني أوبرا إيطالي، ولد في 1768 في بريشا في إيطاليا، وتوفي بنفس المكان في 1836.